# Martín Montoya
Martín Montoya Torralbo (* 14. dubna 1991, Gavà, Španělsko) je španělský fotbalový obránce, který v současné době hraje na pozici pravého obránce v řeckém klubu Aris Soluň.
V září 2020 u něj byla potvrzena nákaza nemocí covid-19, kvůli níž musel vynechat ligový zápas proti Getafe.

## Statistiky
K 25. srpnu 2020
| Klub                | Sezóna  | Liga               | Liga   | Liga | Národní pohár | Národní pohár | Ligový pohár | Ligový pohár | Liga mistrů | Liga mistrů | Ostatní | Ostatní | Celkem | Celkem |
| Klub                | Sezóna  | Liga               | Starty | Góly | Starty        | Góly          | Starty       | Góly         | Starty      | Góly        | Starty  | Góly    | Starty | Góly   |
| ------------------- | ------- | ------------------ | ------ | ---- | ------------- | ------------- | ------------ | ------------ | ----------- | ----------- | ------- | ------- | ------ | ------ |
| Barcelona B         | 2008/09 | Segunda División B | 1      | 0    | —             | —             | —            | —            | —           | —           | —       | —       | 1      | 0      |
| Barcelona B         | 2009/10 | Segunda División B | 22     | 0    | —             | —             | —            | —            | —           | —           | 1       | 0       | 23     | 0      |
| Barcelona B         | 2010/11 | Segunda División   | 30     | 0    | —             | —             | —            | —            | —           | —           | —       | —       | 30     | 0      |
| Barcelona B         | 2011/12 | Segunda División   | 21     | 0    | —             | —             | —            | —            | —           | —           | —       | —       | 21     | 0      |
| Barcelona B         | Celkem  | Celkem             | 74     | 0    | —             | —             | —            | —            | —           | —           | 1       | 0       | 75     | 0      |
| Barcelona           | 2010/11 | La Liga            | 2      | 0    | 0             | 0             | —            | —            | 0           | 0           | 0       | 0       | 2      | 0      |
| Barcelona           | 2011/12 | La Liga            | 7      | 0    | 2             | 0             | —            | —            | 1           | 1           | 0       | 0       | 10     | 1      |
| Barcelona           | 2012/13 | La Liga            | 15     | 1    | 5             | 0             | —            | —            | 3           | 0           | 1       | 0       | 24     | 1      |
| Barcelona           | 2013/14 | La Liga            | 13     | 0    | 4             | 0             | —            | —            | 2           | 0           | 0       | 0       | 19     | 0      |
| Barcelona           | 2014/15 | La Liga            | 8      | 0    | 3             | 0             | —            | —            | 1           | 0           | —       | —       | 12     | 0      |
| Barcelona           | Celkem  | Celkem             | 45     | 1    | 14            | 0             | —            | —            | 7           | 1           | 1       | 0       | 67     | 2      |
| Inter Milán (host.) | 2015/16 | Serie A            | 3      | 0    | 1             | 0             | —            | —            | —           | —           | —       | —       | 4      | 0      |
| Betis (host.)       | 2015/16 | La Liga            | 13     | 0    | 0             | 0             | —            | —            | —           | —           | —       | —       | 13     | 0      |
| Valencia            | 2016/17 | La Liga            | 29     | 2    | 2             | 0             | —            | —            | —           | —           | —       | —       | 31     | 2      |
| Valencia            | 2017/18 | La Liga            | 25     | 0    | 6             | 0             | —            | —            | —           | —           | —       | —       | 31     | 0      |
| Valencia            | Celkem  | Celkem             | 54     | 2    | 8             | 0             | —            | —            | —           | —           | —       | —       | 62     | 2      |
| Brighton            | 2018/19 | Premier League     | 25     | 0    | 4             | 0             | 0            | 0            | —           | —           | —       | —       | 29     | 0      |
| Brighton            | 2019/20 | Premier League     | 27     | 0    | 0             | 0             | 0            | 0            | —           | —           | —       | —       | 27     | 0      |
| Brighton            | Celkem  | Celkem             | 52     | 0    | 4             | 0             | 0            | 0            | —           | —           | —       | —       | 56     | 0      |
| Betis               | 2020/21 | La Liga            | 0      | 0    | 0             | 0             | —            | —            | —           | —           | —       | —       | 0      | 0      |
| Celkem              | Celkem  | Celkem             | 241    | 3    | 27            | 0             | 0            | 0            | 7           | 1           | 2       | 0       | 277    | 4      |

## Reprezentační kariéra

### Mládežnické reprezentace
Montoya působil v několika mládežnických reprezentacích Španělska. S týmem do 21 let vyhrál roku 2011 Mistrovství Evropy U21 v Dánsku, když Španělé zvítězili ve finále nad Švýcarskem 2:0. 

S jedenadvacítkou vyhrál i následující Mistrovství Evropy hráčů do 21 let 2013 v Izraeli, kde mladí Španělé porazili ve finále Itálii 4:2.
V létě 2012 byl napsán na soupisku pro Letní olympijské hry 2012 v Londýně. Španělsko (které mělo na soupisce i hráče z A-mužstva) zde bylo po vítězství na EURU 2012 největším favoritem, ale po dvou prohrách 0:1 (s Japonskem a Hondurasem) a jedné remíze s Marokem (0:0) vypadlo překvapivě již v základní skupině D. Martín nastoupil do utkání proti Japonsku a Hondurasu.

## Úspěchy

### Klubové
Barcelona
- La Liga: 2010/11, 2012/13, 2014/15[10]
- Copa del Rey: 2011/12, 2014/15[10]
- Supercopa de España: 2013[10]
- Liga mistrů UEFA: 2014/15[10]

Španělsko U21
- Mistrovství Evropy U21: 2011, 2013[11]